# 不說謊戀人
《不说谎恋人》（英语：Mr. Honesty）为2020年中国偶像剧，改编自SASA夏蒂超人气同名漫画。由李雁倩执导，辛云来、梁洁领衔主演，刘海宽、罗秋韵、吴季峰、陈诗敏、魏瑾、四正、汪汐潮、刘洛汐、向遨宇、苏子珊等主演的浪漫爱情甜宠剧。该剧讲述了许伊人因“谎”结识霸道总裁方知有，在欢喜互怼中相知相爱的浪漫甜蜜爱情之旅。该剧于2019年10月10日在苏州正式开机，2020年1月4日杀青。
该剧於2020年6月29日在腾讯视频及台灣WeTV獨家首播。

## 剧情简介
建筑公司总裁方知有（辛云来饰），童年时期因为亲眼目睹了自己的律师父亲撒谎从而酿成了好友李哲一家人的悲剧，导致他无法说谎话也憎恨谎言。阴错阳差下遇见许伊人（梁洁饰），两人的初遇就被他当众戳破许伊人男友谎言导致分手。本以为不会再有交集的两个人却在面试会上再次相遇。当许伊人正为辞职又遇冤家导致分手郁郁寡欢时，意外得知被自己被方知有公司录取，自此化身为“无法说谎”总裁的“谎言”小助理。两人从互看不顺眼到相互扶持、逐渐产生情愫，许伊人用善意谎言搭建爱情桥梁，发生一系列令人意想不到的逗趣爱情故事。

## 演员列表

### 主要演员
| 演员   | 角色   | 介绍 |
| 梁洁   | 许伊人 | 25歲，是个机灵俏皮的小助理，善于用善意的谎言息事宁人，最终在方知有的鼓励下，开始正视自己的内心，勇敢追寻自己的梦想。方圆设计公司总经理助理。夏蒂的閨密。幼時寄居在舅舅家，經常被表姐欺負，搶東西。後為方知有女友，最後與其結婚。12歲時迷路，被李哲所救，送至警察局，贈送草編的小鳥及告知「49隻風箏及49艘紙船」的故事。                                                                         |
| 辛云来 | 方知有 | 28歲，賀余良的學生，本與賀聿雯在其父親的公司良山設計工作，因設計被賀余良抄襲，兩人離開，並成立方圓設計公司，為其總經理。討厭謊言，並且不擅言詞，經常得罪客戶。李哲的好朋友，小學及初中皆為同學，因李哲家初三的變故，造成兩人決裂，問題解決後，重修於好。後為許伊人男友，最後與其結婚。父親為方展揚，妹妹為方詩雨。酒量極差，一沾就醉，醉後會開始發酒瘋，酒醉後的狀態被李哲及許伊人評為神精病。 |
| 刘海宽 | 李哲   | 28歲，方知有的好朋友，初中及小學皆為同學，因初三家裡的變故，造成兩人決裂，變故後便出國留學，回國後想方設法的陷害方知有，最後問題解決後，重修於好。初三時救過許伊人。贈送許伊人草編的小鳥及告知「49隻風箏及49艘紙船」的故事。許伊人結婚時，以女方家人身份牽許伊人入場，將許伊人的手交給方知有。                                                                                                 |
| 羅秋韻 | 賀聿雯 | 28歲，設計大師賀余良的女兒。方圆设计公司副總經理，行政總助。因過於喜歡方知有，而對方知有懷有強烈的佔有慾，並覺得自己不該輸給許伊人，以至於做了一些錯事，後因父親中風，接手良山設計公司。揭發自己父親抄襲的真相。 |
| 吴季峰 | 顾博   | 大四學生，方圓設計公司實習生同時也是方圓設計的股東。喜歡夏蒂，後為夏蒂男友。 |
| 陈诗敏 | 夏蒂   | 許伊人閨密。網路漫畫作家，後為顧博女友。在于晴亂造謠後，朝于晴與舅媽潑墨水。 |
| 魏瑾   | 于晴   | 25歲，許伊人舅舅的女兒，從小到大都喜歡搶表妹許伊人的東西，並且欺負她。愛慕虛榮、不知悔改，總覺得都是別人的錯，喜歡隨意造謠、抹黑許伊人。 |

### 其他角色
| 演员   | 角色   | 介绍                                                                                                 |
|        | 方展揚 | 知名律師，方知有、方詩雨的父親，讓李哲家破人亡的罪魁禍首，在方知有受重傷後，誠心的向李哲的父親道歉。 |
|        | 李景宏 | 李哲父親，在方展揚道歉後，認出自己的兒子                                                             |
|        | 顧芬芬 | 許伊人舅媽，曾跑到方圓設計大鬧，抹黑許伊人。                                                         |
| 卢森堡 | 大勇   | 許伊人舅舅，有參加方知有及許伊人的婚禮。                                                             |
| 葉子誠 | 孫子陽 | 方圓設計公司設計部門員工。                                                                           |
| 苏子珊 | 沙莎   | 方圓設計公司行政部門員工。與許伊人關係友好，拐彎幫忙修理于晴。                                       |
| 李星   | 陈启明 | 賀總多年好友，在良山公司工作。喜歡賀聿雯。                                                           |
| 洛晨舒 | 向伟   | 方圓設計公司設計部員工。                                                                             |
| 汪汐潮 | 刘天洋 | 方圓設計公司設計部主管。                                                                             |
| 刘洛汐 | 楚琳   | 方圓設計公司行政部門員工。與許伊人關係友好，拐彎幫忙修理于晴。                                       |
| 向遨宇 | 洛阳   | 方圓設計公司行政部門員工。與許伊人關係友好，拐彎幫忙修理于晴。                                       |
| 王圣迪 | 方詩雨 | 方知有的妹妹，哥哥的愛情軍師。曾趕跑來鬧事的舅媽。                                                   |
| 四正   | 高铭   | 許伊人前男友，劈腿被方知有當面戳破。                                                                 |

## 电视剧歌曲
| 曲序 | 曲目                     |              | 作曲           | 演唱   |
| ---- | ------------------------ | ------------ | -------------- | ------ |
| 1.   | 《不說謊戀人》（片头曲） | Cheryl       | 高瑩           | 洪一諾 |
| 2.   | 《另一面的我》（片尾曲） | 張鵬鵬       | 姜海威、黃宇弘 | 魏瑾   |
| 3.   | 《如果回頭》（插曲）     | 雷壯         | 田昊           | 劉海寬 |
| 4.   | 《暖阳光》（插曲）       | 吳相卿、林喬 | 田昊           | 吴季峰 |

## 幕后制作
2019年10月10日，网络剧《不说谎恋人》在苏州正式开机。